# ぎふ農業協同組合
ぎふ農業協同組合（ぎふのうぎょうきょうどうくみあい）は、岐阜県岐阜市に本店を置く農業協同組合。
岐阜県の岐阜市、各務原市、羽島市、山県市、瑞穂市、本巣市、笠松町、岐南町、北方町の6市3町を管轄する。略称はJAぎふ。
1963年（昭和38年）9月に岐阜市内の24の農協が合併し、岐阜市農業協同組合として創立された。2008年（平成20年）4月1日に岐阜地域を管轄する6つの農協が合併し、ぎふ農業協同組合として発足した。略称のJAぎふは、元々岐阜市農業協同組合の略称として使用されていたものである。

## 概要
- 本部所在地：岐阜県岐阜市司町37
- 代表者：櫻井宏（代表理事組合長）
- 組合員数：101,493人（正組合員41,236人、准組合員60,257人）[1]
- 店舗（2021年4月1日現在）[2]
  - 本店：1
  - 支店：54
  - 営農経済センター：4
  - ATM：89
  - 直売所：14
  - 不動産センター：3
  - ローンセンター：2
  - 葬祭：7
  - 育苗センター：8
  - 選果場：4
  - 流通センター：2
  - カントリーエレベーター：6
  - ライスセンター：7
  - 農機センター：4
  - その他：3

## 沿革
ここではJAぎふに合併した5つの農協（各務原・羽島・岐阜南・本巣・岐阜北）についても記述する。
- 1963年（昭和38年）9月 - 岐阜市内の24の農協が合併し、岐阜市農業協同組合が発足。
- 1989年（平成元年） - 北長森農業協同組合と合併。
- 1998年（平成10年） - 長良川農業協同組合（JA長良川）と合併。
- 2008年（平成20年）4月 - JAかかみがはら、JAはしま、JA岐阜南、JAもとす、JAぎふきたと合併し、ぎふ農業協同組合（JAぎふ）となる[3]。

### 各務原市農業協同組合
各務原市（川島地区を除く）を管轄。略称はJAかかみかはら。
- 1974年（昭和49年） - 各務原市内の7つの農協が合併し、発足。
- 2008年（平成20年）4月 - 岐阜市農業協同組合と合併。

### 羽島市農業協同組合
羽島市を管轄。略称はJAはしま。
- 1973年（昭和48年） - 竹鼻、上中を除く羽島市内の8つの農協が合併し、発足。
- 1987年（昭和62年） - 竹鼻農業協同組合、上中農業協同組合と合併。羽島市全域が管轄となる。
- 2008年（平成20年）4月 - 岐阜市農業協同組合と合併。

### 岐阜南農業協同組合
羽島郡岐南町、笠松町。及び岐阜市柳津町（旧・柳津町）、各務原市川島地区（旧・川島町）を管轄。略称はJA岐阜南。
- 1969年（昭和44年） - 岐南町及び笠松町の3つの農協が合併し、岐南農業協同組合が発足。
- 1991年（平成3年） - 岐南、松枝、柳津、佐波の4つの農協が合併し、岐阜南農業協同組合が発足。
- 2000年（平成12年） - 川島農業協同組合（JAぎふ川島）と合併。
- 2008年（平成20年）4月 - 岐阜市農業協同組合と合併。

### 本巣郡農業協同組合
本巣市、瑞穂市、本巣郡北方町を管轄。略称はJAもとす。
- 1963年（昭和38年） -
  - 北方町の2つの農協が合併し、北方町農業協同組合が発足。
  - 穂積町の2つの農協が合併し、穂積町農業協同組合が発足。
  - 巣南村の3つの農協が合併し、巣南農業協同組合が発足。
- 1965年（昭和40年） - 真正町の3つの農協が合併し、真正町農業協同組合が発足。
- 1966年（昭和41年） - 本巣町の3つの農協が合併し、本巣町農業協同組合が発足。
- 1969年（昭和44年） - 糸貫町の3つの農協が合併し、糸貫町農業協同組合が発足。
- 1990年（平成2年） - 北方町、穂積町、巣南、真正町、本巣町、糸貫町、根尾村の6つの農協が合併し、本巣郡農業協同組合が発足。
- 2008年（平成20年）4月 - 岐阜市農業協同組合と合併。

### 岐阜北農業協同組合
山県市を管轄。略称はJAぎふきた。
- 1964年（昭和39年） - 高富町の5つの農協が合併し、高富町農業協同組合が発足。
- 1969年（昭和44年） - 伊自良村の2つの農協が合併し、伊自良農業協同組合が発足。
- 1973年（昭和48年） - 美山町の7つの農協が合併し、美山農業協同組合が発足。
- 1991年（平成3年） - 高富町、伊自良、美山の3つの農協が合併し、岐阜北農業協同組合が発足。
- 2008年（平成20年）4月 - 岐阜市農業協同組合と合併。

## 主な取扱品目
農畜産物
- 米
- 果物（イチゴ、柿、ナシ、クリ、ギンナン）
- 野菜（キャベツ、エダマメ、ニンジン、ホウレンソウ、ダイコン、ブロッコリー、スイートコーン、カブ、グリーンアスパラ、トマト、ニンニク、ネギ、タマネギ）
  - 伝統野菜（徳田ねぎ）
- 花き（ユリオプスデージー、カランコエ、シクラメン、フランネルフラワー、サンスベリアなど）

加工品
- 飲料（にんじん村フルーツ＆キャロット）
- 菓子（岐阜いちごソフトキャンディ）
- 麺（はつめん）
- 餅（みのっ太切りもち）